# 池田裕汰
池田 裕汰（いけだ ゆうた、1994年3月26日 - ）は、北海道帯広市出身の元プロサッカー選手。ポジションは主にディフェンダー (DF)。

## 来歴
2016年7月1日から8月3日に行われたモンテネグロトライアルに参加し、モンテネグロ2部リーグのOFKイガロ1929と契約した。

## 所属クラブ
ユース経歴
- 帯広北高等学校（2009-2012）
- 北翔大学（2012-2016）

プロ経歴
- OFKイガロ1929（2016-2017）